# ناكاجيما أتسوشي
هذا اسم ياباني، واسم العائلة هو ناكاجيما
تاكاشيما تون كاتب ياباني ينحدر من أسرة ذات ثقافة صينية، كان ملماً بالثقافة الصينية وبالأدب الصيني الكلاسيكي، ومطلعاً على الأدب الإنجليزي والفرنسي والألماني. عمل موظفا رسميا في مكتب حكومي في جزر بحر الجنوب عقب تخرجه في قسم الأدب الياباني بالجامعة اليابانية الإمبراطورية.

## أشهر أعماله
كتاب بعنوان النور والرياح والحلم وقصص يابانية بعنوان: ( الشاعر النمر ).

## وفاته
توفي تاكاشيماتون عام 1942 م عن ثلاثةٍ وثلاثين عاماً .